# Brunetto Bucciarelli Ducci
Brunetto Bucciarelli Ducci (ur. 18 czerwca 1914 w Terranuova Bracciolini, zm. 4 lutego 1994 w Arezzo) – włoski polityk i prawnik, parlamentarzysta, w latach 1963–1968 przewodniczący Izby Deputowanych.

## Życiorys
Gdy miał kilkanaście lat, zmarł jego ojciec. Naukę kontynuował dzięki wsparciu ze strony wuja Itala Ducciego, na cześć którego Brunetto Bucciarelli uzupełnił swoje nazwisko. W 1937 ukończył studia prawnicze na Uniwersytecie Florenckim, zdał egzamin kwalifikacyjny i podjął pracę w sądownictwie powszechnym. Skierowano go następnie do sądownictwa wojskowego – początkowo w Pawii, później w Bari, gdzie poznał Alda Moro. Działał w organizacjach katolickich, należał do animatorów grupy katolickich absolwentów, której powołanie zainicjował biskup Emanuele Mignone. W 1944 został sędzią śledczym w Arezzo, przyczynił się do uwolnienia grupy działaczy ruchu oporu więzionych przez faszystów. Po wyzwoleniu był członkiem komisji weryfikacyjnej i następnie ponownie sędzią śledczym w Arezzo.
W 1948 na zaproszenie przedstawicieli Chrześcijańskiej Demokracji wystartował w wyborach parlamentarnych. Uzyskał wówczas mandat posła do Izby Deputowanych I kadencji, w pięciu kolejnych wyborach z powodzeniem ubiegał się o reelekcję. Członkiem niższej izby włoskiego parlamentu był do 1976, stał na jej czele w latach 1963–1968. W latach 1977–1986 pełnił funkcję sędziego Sądu Konstytucyjnego.
Odznaczony Orderem Zasługi Republiki Włoskiej I klasy (1976).